# Ctenotus serotinus
Ctenotus serotinus är en ödleart som beskrevs av  Czechura 1986. Ctenotus serotinus ingår i släktet Ctenotus och familjen skinkar. Inga underarter finns listade i Catalogue of Life.